# Mythunga
Mythunga es un género de pterosaurio ananguérido de finales del Cretácico Inferior de Australia. Los restos fósiles de Mythunga se remontan a la etapa Albiense del Cretácico Inferior, y se descubrió que el animal en sí era un pariente cercano de otro anhanguerido australiano llamado Ferrodraco.

## Descubrimiento y etimología
Mythunga se conoce a partir de un cráneo parcial, holotipo QM F18896 encontrado en abril de 1991 por Philip Gilmore en rocas marinas de la Formación Toolebuc de finales del Albiano en la estación Dunluce al oeste de Hughenden, Queensland. Solo se conocen el hocico medio y las partes correspondientes de las mandíbulas inferiores, incluida la parte posterior de un premaxilar izquierdo, las partes inferiores de ambos maxilares, los dentarios posteriores y un esplenio derecho. Se conservaron tridimensionalmente, asociados en un nódulo de creta. Representa a un individuo subadulto. El fósil fue preparado por Angela Hatch del Museo de Queensland, tanto por medios mecánicos como por un baño ácido.
La especie tipo Mythunga camara fue nombrada y descrita por Ralph Molnar y RA Thulborn en 2007/2008. El nombre genérico es el de la constelación de Orión en el idioma aborigen local. El nombre específico, del latín camera, "habitación", hace referencia a los espacios aéreos camerados en el hueso.
Mythunga fue redescrito por Adele Pentland y Stephen Poropat en 2018, beneficiándose de una mayor preparación del espécimen. En ese momento todavía era el pterosaurio más conocido de Australia. No se conocían más de veinte fósiles de pterosaurios de ese continente, la mayoría de ellos dientes y fragmentos de huesos.

## Descripción
La envergadura de Mythunga se estimó en 2007 en 4.7 metros. Sin embargo, eso se hizo bajo la suposición de que los primeros dientes conservados estaban ubicados en el premaxilar izquierdo, lo que implicaría que Mythunga tenía una forma de hocico relativamente corto con una longitud de cráneo de 50 a 80 centímetros. En 2018, se concluyó que se habían confundido con un diente maxilar y un diente de reemplazo y que la longitud del cráneo probablemente oscilaba entre los 80 centímetros y 1 metr9, con una envergadura correspondiente de entre 4 y 6 metros.
En 2007, se sugirieron dos autapomorfias, rasgos derivados únicos. En primer lugar, los dientes del dentario posterior de la mandíbula inferior eran relativamente altos (la mitad de la profundidad del hueso de soporte en ese punto). En segundo lugar, los tres dientes maxilares posteriores estaban muy separados. Sin embargo, en 2018, se rechazó el primer rasgo, ya que no se pudo establecer de manera confiable dónde terminaba el dentario. Ahora se propuso otra autapomorfia: los lados exteriores de las mandíbulas están ondulados debido a las cavidades de los dientes abultadas.
La pieza entera tiene una longitud conservada de 263 milímetros. Como ocurre con la mayoría de los pterosaurios, el hocico era hueco, con una caja interna de hueso de apoyo, como se podía observar en las roturas. El hueso yugal aparentemente se extendía hasta un punto debajo del frente de la gran abertura del cráneo, la fenestra nasoanteorbitaria. Hay al menos ocho dientes en cada maxilar. Ese es también el número mínimo en el dentario. Los dientes son relativamente cortos, cónicos y moderadamente recurvados. Su sección transversal es ovalada. Están muy espaciados a distancias iguales.

## Clasificación
En 2007, se pensó provisionalmente que Mythunga pertenecía a un grupo de pterodactiloides plesiomórficos y, por lo tanto, posiblemente basales: los Archaeopterodactyloidea. En 2010, Alexander Kellner y sus colegas ubicaron a Mythunga dentro de Anhangueridae. En 2018 fue recuperado por un análisis cladístico en Anhangueria.
Los resultados de un análisis filogenético realizado por Pentland et al. (2019) han recuperado a Mythunga como miembro de la familia Ornithocheiridae, más precisamente dentro de la subfamilia Ornithocheirinae como taxón hermano de Ferrodraco. Sin embargo, un estudio realizado por Borja Holgado y Rodrigo Pêgas en 2020 había vuelto a clasificar a Mythunga dentro de la familia Anhangueridae, más precisamente dentro de la subfamilia Tropeognathinae.